# Melicoccus
Melicoccus es un género de plantas con flores que pertenece a la familia Sapindaceae. Son árboles con frutas comestibles que alcanzan los 30 metros de altura. Entre ellos se encuentra el mamoncillo.

## Especies
- Melicoccus bijugatus
- Melicoccus lepidopetalus
- Melicoccus oliviformis Kunth - mamón de mico[1]